# Garcinia smeathmannii
Garcinia smeathmannii är en tvåhjärtbladig växtart som först beskrevs av Jules Émile Planchon och Triana, och fick sitt nu gällande namn av Daniel Oliver. Garcinia smeathmannii ingår i släktet Garcinia och familjen Clusiaceae. Inga underarter finns listade i Catalogue of Life.